# Галижана
Галижана (хорв. Galižana) — населений пункт у Хорватії, в Істрійській жупанії у складі міста Воднян.

## Населення
Населення за даними перепису 2011 року становило 1 501 осіб.
Динаміка чисельності населення поселення:

## Клімат
Середня річна температура становить 13,76 °C, середня максимальна – 26,80 °C, а середня мінімальна – 0,35 °C. Середня річна кількість опадів – 799 мм.
| Клімат поселення                              | Клімат поселення | Клімат поселення | Клімат поселення | Клімат поселення | Клімат поселення | Клімат поселення | Клімат поселення | Клімат поселення | Клімат поселення | Клімат поселення | Клімат поселення | Клімат поселення | Клімат поселення |
| Показник                                      | Січ.             | Лют.             | Бер.             | Квіт.            | Трав.            | Черв.            | Лип.             | Серп.            | Вер.             | Жовт.            | Лист.            | Груд.            |                  |
| Середній максимум, °C                         | 10,08            | 10,50            | 13,63            | 16,91            | 21,76            | 25,22            | 26,80            | 26,61            | 22,56            | 18,26            | 13,22            | 9,99             |                  |
| Середня температура, °C                       | 5,20             | 5,62             | 8,78             | 12,05            | 16,91            | 20,36            | 23,25            | 23,04            | 19,03            | 14,72            | 9,69             | 6,44             |                  |
| Середній мінімум, °C                          | 0,35             | 0,77             | 3,91             | 7,19             | 12,04            | 15,48            | 19,71            | 19,51            | 15,48            | 11,17            | 6,13             | 2,90             |                  |
| Норма опадів, мм                              | 65               | 53               | 56               | 62               | 55               | 63               | 41               | 67               | 73               | 92               | 99               | 73               |                  |
| Середньомісячна швидкість вітру, м/с          | 2.51             | 2.78             | 2.89             | 2.80             | 2.50             | 2.40             | 2.40             | 2.39             | 2.47             | 2.64             | 2.81             | 2.71             |                  |
| Середньомісячна сонячна радіація, кДж/м²·день | 4529             | 7445             | 10857            | 15476            | 19790            | 21583            | 22771            | 19540            | 14327            | 9253             | 4998             | 3863             |                  |
| --------------------------------------------- | ---------------- | ---------------- | ---------------- | ---------------- | ---------------- | ---------------- | ---------------- | ---------------- | ---------------- | ---------------- | ---------------- | ---------------- | ---------------- |
| Джерело:                                      |                  |                  |                  |                  |                  |                  |                  |                  |                  |                  |                  |                  |                  |